# Baucau (municipalité)
Pour les articles homonymes, voir Baucau (homonymie).
Baucau est une municipalité du Timor oriental dont le chef-lieu est la ville de Baucau (avant Vila Salazar).

## Subdivisions administratives

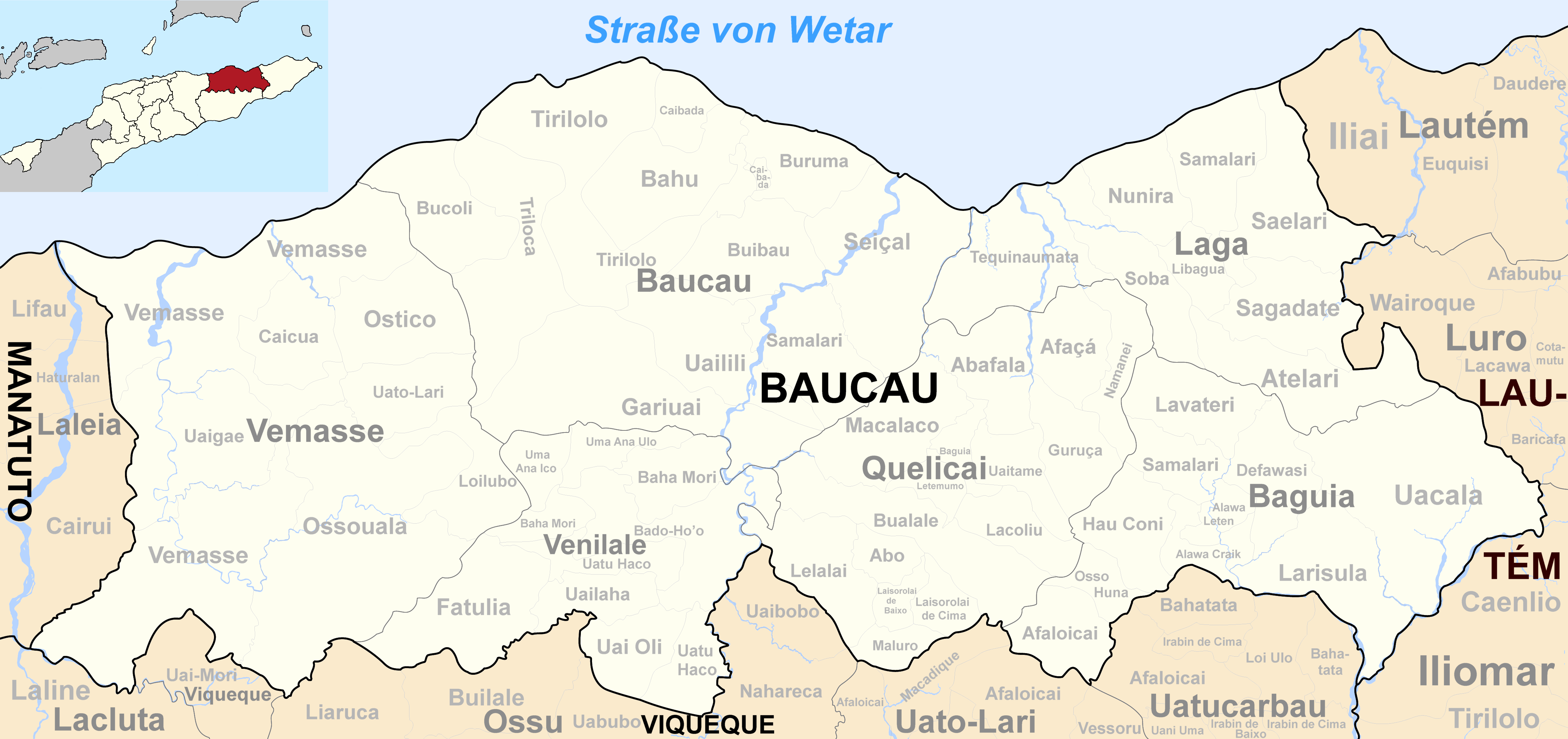
Subdivisions de municipalité

Baucau est divisé en six postes administratifs :
- Baguia
- Baucau
- Laga
- Quelicai
- Vemasse
- Venilale (précédemment appelée Vila Viçosa).

La municipalité était le même pendant l'époque coloniale. Au niveau de sa partie nord se trouve le détroit de Wetar. Il est aussi bordé par les municipalités de Lautém à l'est, Viqueque au sud et Manatuto à l'ouest.

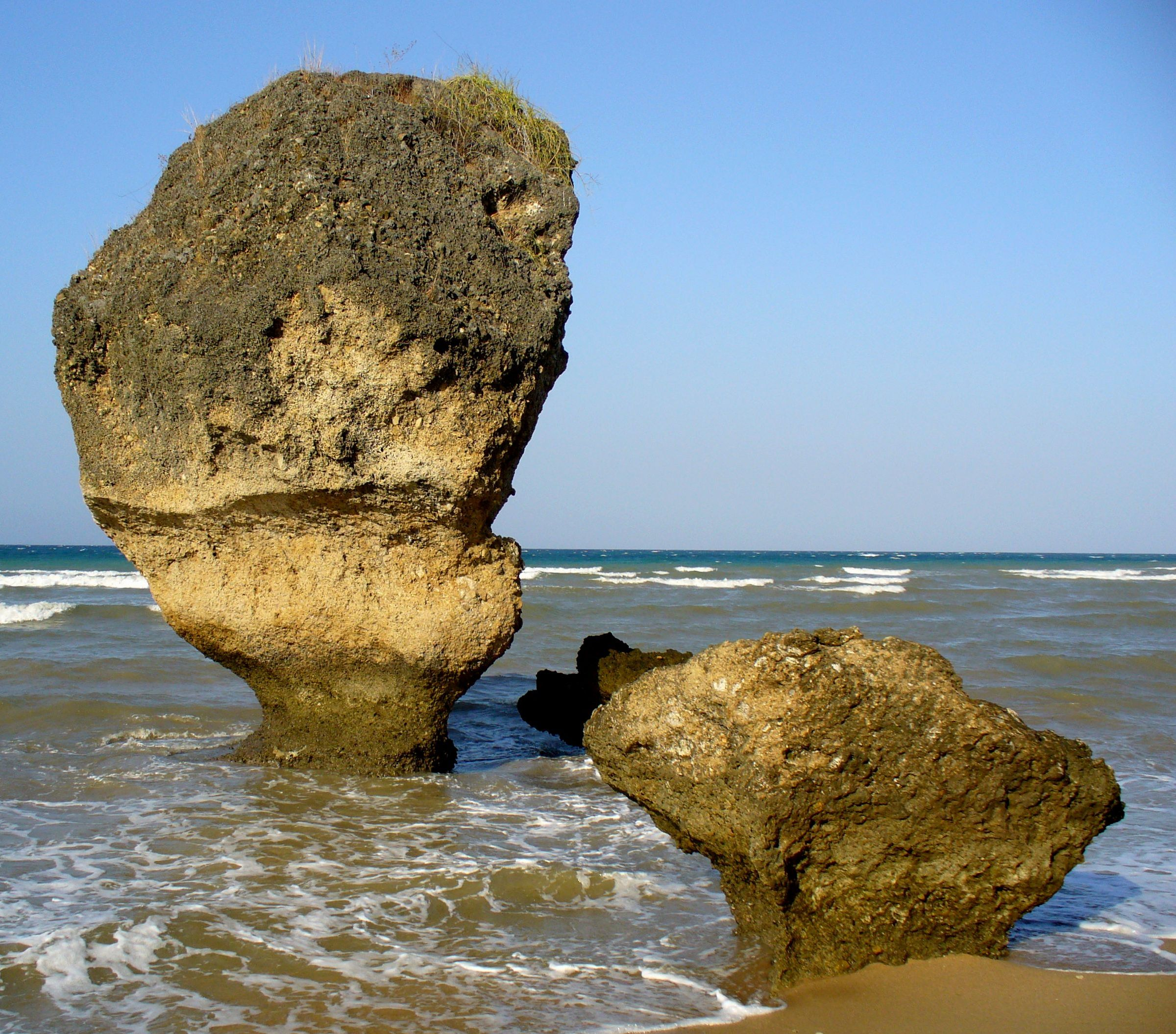
Plage d'Osolata

## Population
Outre les langues nationales officielles, tetum et portugais, la plupart des habitants parlent le makasae, une langue papoue de la famille des langues de Trans-Nouvelle-Guinée. La plupart des habitants de municipalité sont catholiques romains, mais on compte également une minorité de musulmans.

## Économie
Baucau possède l'agriculture la plus développée dans le Timor oriental. Outre les produits de base comme le riz et le maïs, Baucau produit des pois, des arachides, de la patate douce, du coprah, des noix de Bancoulier et du manioc. On y élève des buffles et des chèvres. Le manque de moyens de transport et la disponibilité imprévisible de l'énergie contrecarre le développement de nouvelles activités.

## Tourisme et transport
Dans le poste administratif de Venilala se trouvent des tunnels que les Japonais ont construits durant leur occupation pendant la Seconde Guerre mondiale. C'est aussi dans ce poste administeratif qu'est en cours un projet de reconstruction et de rénovation de la Escola do Reino de Venilale (École du royaume de Venilale).
Baucau a aussi une large côté avec des plages de sable idéales pour nager et pratiquer d'autres sports nautiques.
Baucau a la plus longue piste d'atterrissage du pays à l'aéroport de Cakung alors qu'actuellement, l'aéroport international de Dili Nicolau Lobato ne peut accueillir que de petits avions tels que les Boeing 737. L'aéroport est situé à 6 km de la ville de Baucau. Il servait de principal aéroport avant l'invasion des Indonésiens en 1975, date à laquelle il a été repris par l'armée indonésienne.